# La Chronique de Nuremberg
La Chronique de Nuremberg (en latin : Liber chronicarum et en allemand : Die Schedelsche Weltchronik) est un livre publié en Allemagne en 1493. C'est une paraphrase biblique sous forme de chronique universelle encyclopédique incluant des histoires de plusieurs villes européennes. Écrit en latin par Hartmann Schedel avec une version en allemand traduite par Georg Alt, c'est l'un des incunables les mieux documentés, le mieux conservé et l'un des premiers à intégrer avec succès textes et images.
Compilé à partir de nombreux textes anciens ou contemporains à l'auteur, le livre prétend raconter l'histoire du monde, en se basant sur la Genèse puis sur les faits ayant eu lieu depuis la naissance de Jésus-Christ à nos jours. Il offre par ailleurs de nombreuses illustrations représentant des villes européennes ainsi que la première carte imprimée d'Allemagne.

## Titre de l'œuvre
Selon l'usage de l'époque, le livre ne comportait pas de page de titre.
Les spécialistes latinistes l'appellent le Liber chronicarum (« livre des chroniques ») car cette expression apparaît dans l'introduction de l'index de l'édition latine. Les germanophones l'appellent Die Schedelsche Weltchronik (« L'histoire du monde de Schedel ») en hommage à son auteur, tandis que, dans les autres langues telles le français, l'espagnol et l'anglais, cet ouvrage est appelé  « La (ou les) Chronique de Nuremberg » en référence à l'endroit où le livre a été publié et à l'origine des artistes y ayant collaboré. Cette onomastique peut porter à confusion, le livre ne traitant pas de Nuremberg mais de l'histoire entière du monde : le titre complet de la traduction originale est en fait « Das buch der Chroniken vnnd geschichten mit figuren vld pildnussen von Anbeginn der welt biss auff dise vnsere Zeyt », soit littéralement « Le livre des chroniques et histoires avec figures et illustrations depuis le commencement du monde jusqu'à nos jours ». D'ailleurs, Chronique universelle de Schedel est également un titre souvent employé en Europe.

## Contexte

### Production
Deux marchands de Nuremberg, Sebald Schreyer (1446-1503) et son beau-frère Sebastian Kammermeister (1446-1520), firent d'abord la commande de la version latine des Chroniques à Hartmann Schedel, avant d'en faire également une en version allemande à George Alt (1450-1510), un scribe du ministère des finances de Nuremberg. Les deux éditions furent imprimées dans cette ville par Anton Koberger. Les contrats furent enregistrés par des scribes, liés dans des volumes et déposés aux archives de la ville. Le premier contrat, de décembre 1491, établissait la relation entre les illustrateurs et les commanditaires : les peintres Michael Wolgemut et Wilhelm Pleydenwurff, parmi les plus grands artisans d'art de la ville, devaient fournir les maquettes de mise en page de la Chronique afin d'anticiper la production des gravures sur bois et de les préserver contre la piraterie. Schreyer et Kammermeister accordèrent une avance de 1 000 florins pour le papier, les coûts d'impression, la distribution et la vente du livre. Un second contrat, entre les commanditaires et l'imprimeur, datant de mars 1492, stipulait les conditions de l'acquisition du papier et la gestion de l'impression. Les blocs et l’archétype devaient être remis aux commanditaires une fois l'impression terminée. Le livre comporte au total 1 809 gravures produites à partir de 645 blocs de bois.

### Hartmann Schedel

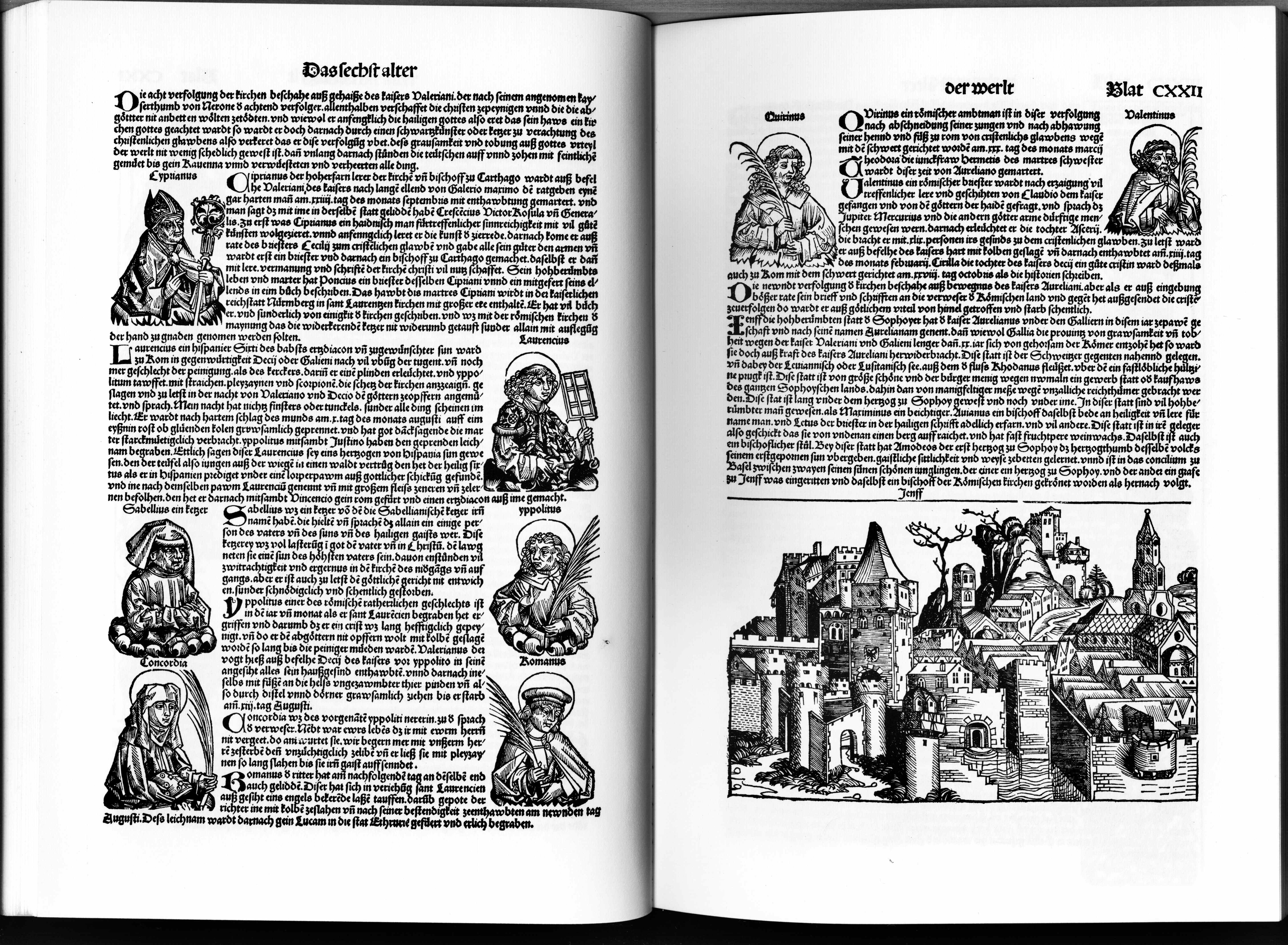
Pages 122 et 123 de la version allemande, avec beaucoup d'illustrations, mais non rehaussées à la peinture.

L'auteur du texte, Hartmann Schedel, était un médecin, humaniste et collectionneur de livres. Il obtint un doctorat en médecine à Padoue en 1466 avant de s'installer à Nuremberg pour pratiquer sa profession et collectionner des livres. À Nuremberg, haut lieu de l'humanisme, il est en « relation avec les esprits les plus éminents de son temps ». Selon un inventaire effectué en 1498, sa bibliothèque personnelle contenait 370 manuscrits et 670 livres imprimés. Schedel s'inspira de passages des œuvres classiques et médiévales de sa collection pour composer le texte des Chroniques. Il emprunta plus particulièrement des textes d'une autre chronique humaniste, Supplementum chronicarum, de Jacopo Filippo Foresti de Bergame et de sources italiennes (Bartolomeo Sacchi, Piccolomini, Pétrarque, Boccace, etc.) et françaises (Vincent de Beauvais). On estime qu'environ 90 % du texte de son ouvrage est composé de différentes parties d'autres œuvres portant sur la littérature, les sciences, la philosophie et la théologie, tandis que les 10 % restant seraient de sa propre composition,. Michael Haitz, qui fait figure d'autorité sur le sujet estime lui qu'il s'agit d'un plagiat, considérant que Schedel a non seulement copié le fond mais la forme, ce que tempère Füssel. Le monogramme de Hartmann Schedel, « ·HA·S·D· » n'apparaît que dans la version latine, à la fin du « Sixième Âge »,.

### Nuremberg
Nuremberg était l'une des plus grandes villes du Saint-Empire romain germanique dans les années 1490, avec une population d'environ 45 à 50 000 habitants. Le conseil de la ville était constitué de trente-cinq familles patriciennes et contrôlait tout ce qui avait trait à l'imprimerie et à l'artisanat, délimitant jusqu'à la taille et la qualité de chaque corps de profession, et la quantité et le type de biens produits. Bien que dominée par une aristocratie conservatrice, Nuremberg était le centre de l'humanisme du nord. Anton Koberger, imprimeur des Chroniques de Nuremberg, avait imprimé son premier livre humaniste dans la ville en 1472. Sebald Shreyer, l'un des patrons de l'ouvrage, avait déjà fait des commandes de peintures mythologiques classiques pour le grand salon de sa demeure. Hartmann Schedel, l'auteur, était un avide collectionneur d'œuvres humanistes allemandes et de la Renaissance italienne. Hieronymus Münzer, qui a assisté Schedel dans l'écriture du chapitre sur la géographie, faisait partie de ce groupe, de même qu'Albrecht Dürer et Johann et Willibald Pirckheimer.

## Publication

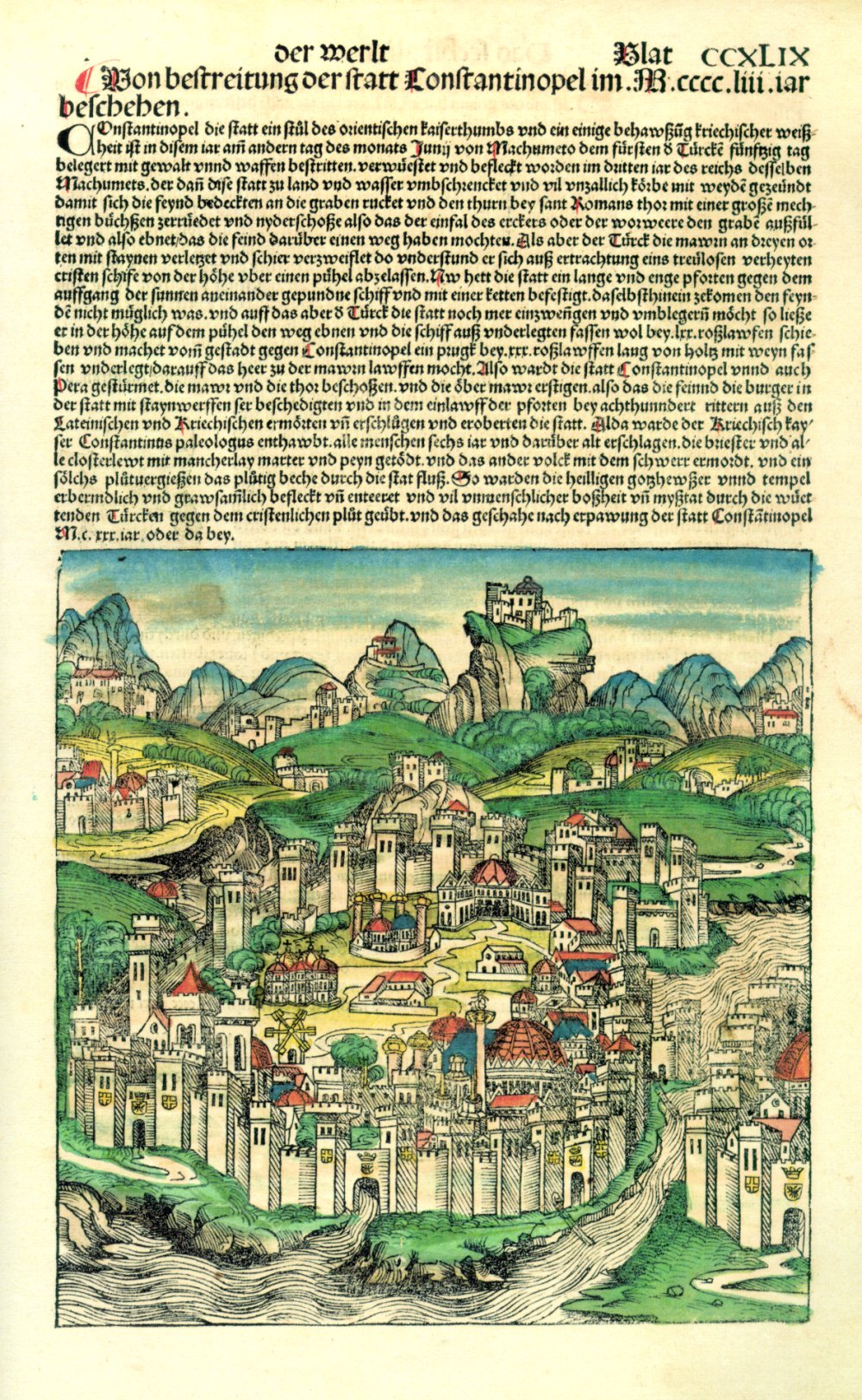
Page décrivant Constantinople, gravure rehaussée à la main.

La Chronique de Nuremberg fut publiée pour la première fois en latin le 12 juillet 1493, à Nuremberg. Rapidement suivie de sa version allemande le 23 décembre 1493, on estime à entre 1 400 et 1 500 le nombre d'exemplaires imprimés en latin et entre 700 et 1 000 ceux imprimés en allemand. Un document de 1509 rapporte que 539 exemplaires en latin et 60 en allemand n'ont pas été vendus. Environ 400 en latin et 300 en allemand ont survécu. Les plus grandes illustrations, comme elles étaient tirées à part, étaient par ailleurs également vendues séparément en tant qu'estampes, et se trouvaient souvent rehaussées à l'aquarelle. Plusieurs exemplaires du livre nous sont parvenus rehaussés, quoiqu'avec une qualité de coloration variable ; certaines colorations ont été ajoutées beaucoup plus tard, et certains livres ont été cassés, les estampes séparées pour être revendues. Le format d'impression des versions originales est le « Superregal »
L'éditeur et imprimeur était Anton Koberger, le parrain d'Albrecht Dürer, qui, l'année de la naissance de ce dernier (1471), cessa d'être orfèvre pour exercer le métier du livre. Il devint vite l'éditeur ayant le plus réussi en Allemagne, dont l'atelier comptait à son apogée un nombre important pour l'époque d'apprentis, soit une centaine (typographes, correcteurs, enlumineurs, relieurs, graveurs, etc.), et regroupant jusqu'à 24 presses et ouvrant plusieurs filiales dans le pays et à l'étranger, notamment à Lyon et Budapest,.

## Illustration

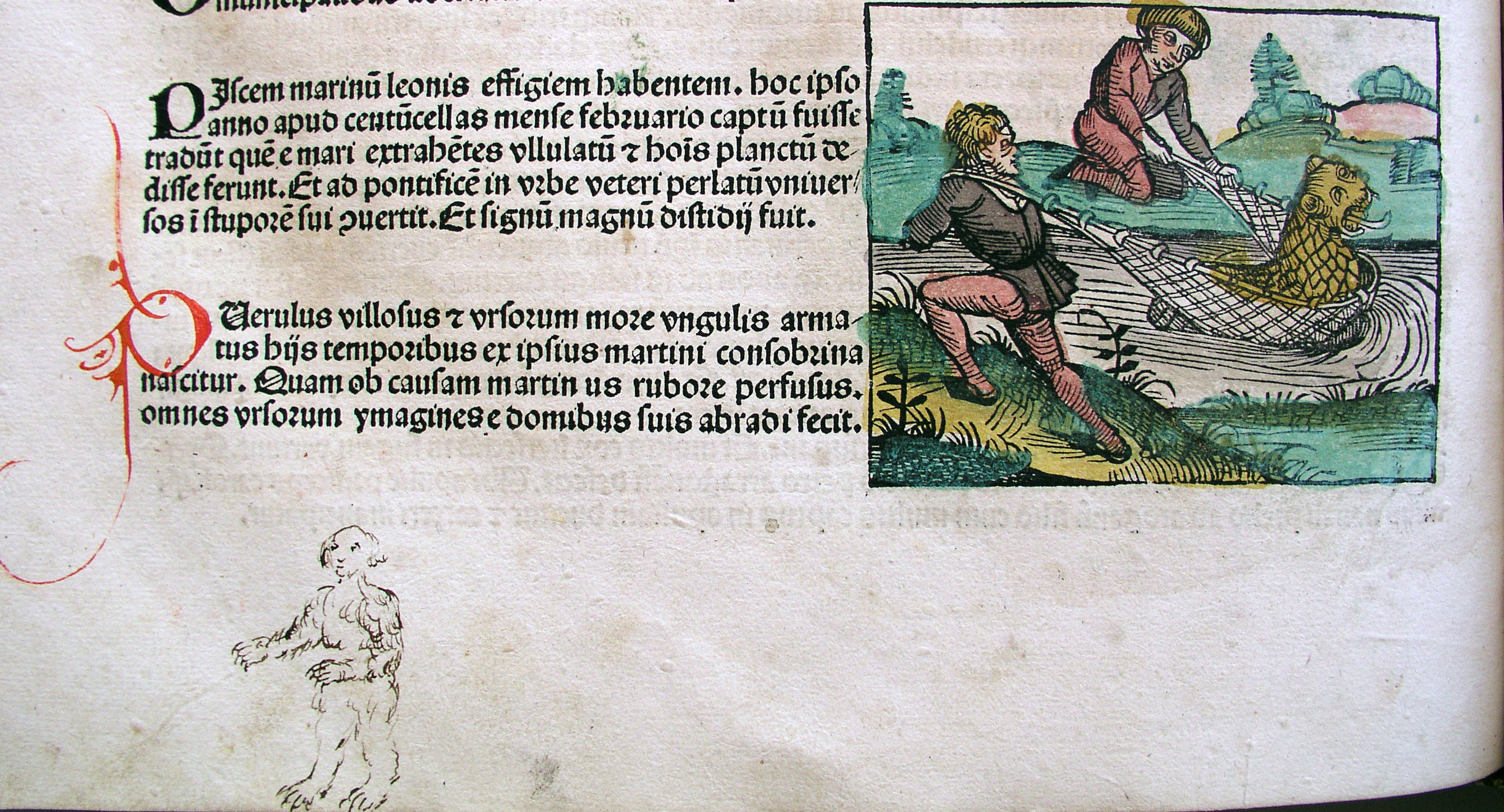
Capture d'un « poisson lion ». Petite illustration de la version latine. À noter les capitales à l'encre rouge, et la présence d'un marginalium en bas de page.

Le grand atelier de Koberger fournit un nombre sans précédent de 1 809 illustrations, faisant des Chroniques « l'un des premiers travaux d'impression les plus densément illustrés et techniquement avancés. » Sebastian Kammermeister et Sebald Schreyer financèrent l'impression, selon un contrat daté du 16 mars 1492, bien que les préparations fussent déjà bien entamées depuis plusieurs années. On passa à Wolgemut et à son beau-fils Wilhelm Pleydenwurff des commandes d'illustrations en 1487-1488 — délivrées vers 1490 — puis, via un contrat datant du 29 décembre 1491, des maquettes de mise en page manuscrites avec textes et images.
Albrecht Dürer était un apprenti de Wolgemut de 1486 à 1489,, et il est possible qu'il eut participé à l'élaboration de certaines illustrations pour les artisans spécialistes qui graveraient les bois correspondants. Un dessin de Wolgemut pour le frontispice, daté de 1490, est conservé dans le British Museum[réf. nécessaire].
Comme pour d'autres livres de cette période, beaucoup des gravures, représentant des villes, des batailles ou des rois, furent utilisées plus d'une fois dans le livre, avec des légendes à peine modifiées. On compte 645 gravures originales. Le livre est de grand format, avec une gravure portant sur une double page d'environ 342 × 500 mm. Seule la ville de Nuremberg est imprimée sur deux pages et ne possède aucun texte. L'illustration de la ville de Venise est adaptée d'après une gravure plus large de 1486 d'Erhard Reuwich publiée dans le premier livre de voyage illustré, le Sanctae Perigrinationes (1486). La vue de Florence est adaptée d'après une gravure de Francesco Rosselli.

## Contenus

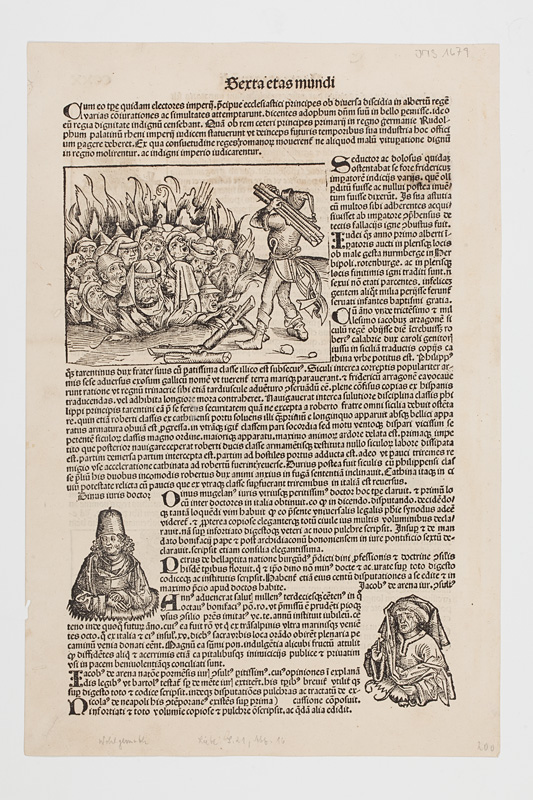
Gravure sur bois datant de 1493, illustrant le meurtre collectif des Juifs. Aujourd’hui dans la collection du musée juif de Suisse.

La Chronique de Nuremberg est une histoire du monde illustrée, commençant depuis la Création jusqu'à l'année d'écriture de l'ouvrage, vers 1490. Elle suit la décomposition traditionnelle médiévale de l'histoire du monde en six âges, auxquels Schedel ajoute un septième : la fin du monde et l'arrivée de l'Antéchrist, et un huitième : le Jugement dernier. À noter que l'auteur a laissé trois pages blanches à la fin du sixième (qui concerne l'histoire de la naissance de Jésus-Christ au XVe siècle), afin que le lecteur complète lui-même l'ouvrage,.
Schedel aborde de nombreux sujets, tels que l'histoire de l'Église, l'histoire laïque, l'Antiquité classique et les événements médiévaux (parfois très détaillés puisqu'il mentionne par exemple les comètes détectées lors de cette période ou une avalanche ayant provoqué la mort de 5 000 personnes ; mais en omettant toutefois des événements très importants, tels que la découverte et exploration de l'Amérique) et aborde divers thèmes, tels que l'histoire, la géographie, la théologie et la philosophie et salue l'invention de l'imprimerie, qu'il qualifie de götlicher Kunst (« art divin »). Il mélange le tout avec des mythes, des légendes et des fables.
Il fait le portrait de personnes importantes telles que des rois, des membres du clergé (païens, juifs ou chrétiens), des penseurs et des philosophes. D'ailleurs, Gärtner décrit le livre comme « un manuel illustré de villes et de personnages historiques, parachevé par un index alphabétique. »
Comme expliqué plus haut, Schedel a très largement emprunté — voire copié — d'autres auteurs pour réaliser plus un travail de compilation que de composition. Certains critiques considèrent qu'il s'agit de plagiat, d'autres y voient une démarche moderne : Schedel a en effet réalisé un gros travail de mise en page pour faire coordonner le sujet du texte avec celui des illustrations, en particulier de grandes gravures, d'une même page. Le premier auteur à avoir proposé cette coordination est Bernhard von Breydenbach avec son Peregrinatio in Terram Sanctam publié en (1486) ; Schedel fait d'ailleurs plusieurs allusions aux gravures de cet ouvrage,. Si le texte n'est pas d'une grande qualité littéraire, aussi bien dans sa version originale latine que sa traduction allemande, les gravures sont d'une autre facture, « surtout lorsqu'elles sont coloriées : plus qu'un simple accompagnement du texte, elles imprègnent l'esprit du lecteur, le transformant en spectateur de l'espace et du temps. »

### Sections

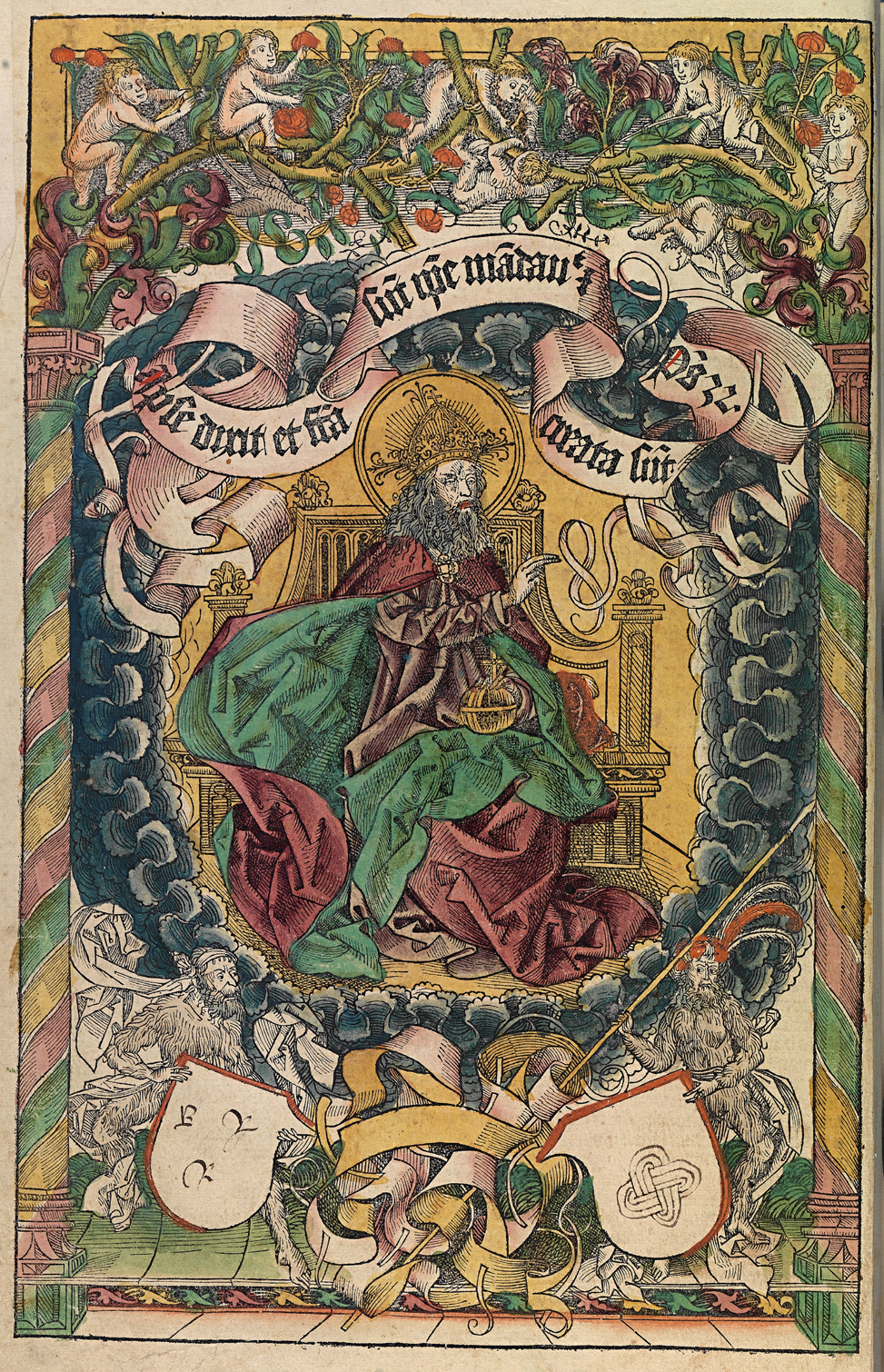
Dieu créant le monde.

La Chronique propose une histoire du monde illustrée, dans laquelle les contenus sont divisés en huit âges s'inspirant de la périodisation augustinienne que l'on trouve par exemple dans La Cité de Dieu :
- Premier âge (Etas prima mundi) : de la Création au Déluge (fol. 6v-10v)
- Deuxième âge (Secunda Etas mundi) : jusqu'à la naissance d'Abraham (fol. 11r-21r)
- Troisième âge (Tercia Etas mundi) : jusqu'à l'avènement du roi David (fol. 21v-46r)
- Quatrième âge (Quarta Etas mundi) : jusqu'à l'exil à Babylone (fol. 46v-63v)
- Cinquième âge (Quinta Etas mundi) : jusqu'à la naissance de Jésus-Christ (fol. 64r-94v)
- Sixième âge (Sexta Etas mundi) : jusqu'à l'époque contemporaine de l'auteur (la plus grande partie : 95r-258v)
- Septième âge (Septima Etas mundi) : anticipation de la fin du monde et avènement de l'Antéchrist (fol. 262r-264v)
- Dernier âge (Ultima Etas mundi) : parousie et Jugement dernier (fol. 265r-266r)

Il poursuit son ouvrage avec des considérations géographiques correspondant au sixième âge ; le reste de la foliation est interrompu à partir du no 299 et varie selon les éditions.

### Illustrations
C'est principalement l'atelier de Michael Wolgemut, assisté de Wilhelm Pleydenwurff, qui a réalisé un total de 1 809 illustrations à partir de 645 bois différents. Elles représentent les personnages les plus marquants de l'histoire selon Schedel, comme les figures bibliques et de l'Église, les rois et les empereurs, les philosophes et scientifiques, etc. en costume du XVe siècle, ainsi que des animaux et autres créatures de légende.
Mais La Chronique de Nuremberg est surtout connue pour ses nombreuses vues de villes, telles que Nuremberg, Venise ou Florence, mais aussi pour la première carte imprimée d'Allemagne. Certaines de ces vues sont authentiques et d'autres imaginées ou copiées à partir d'illustrations antérieures. Elles possèdent un intérêt artistique mais aussi topographique. Le livre a parfois été qualifié de « premier guide touristique illustré ».
Une copie, consultable en ligne sur la bibliothèque numérique mondiale, est en couleurs et comprend des documents additionnels, notamment la carte de la route de Rome d'Erhard Etzlaub.
La carte du monde de Schedel

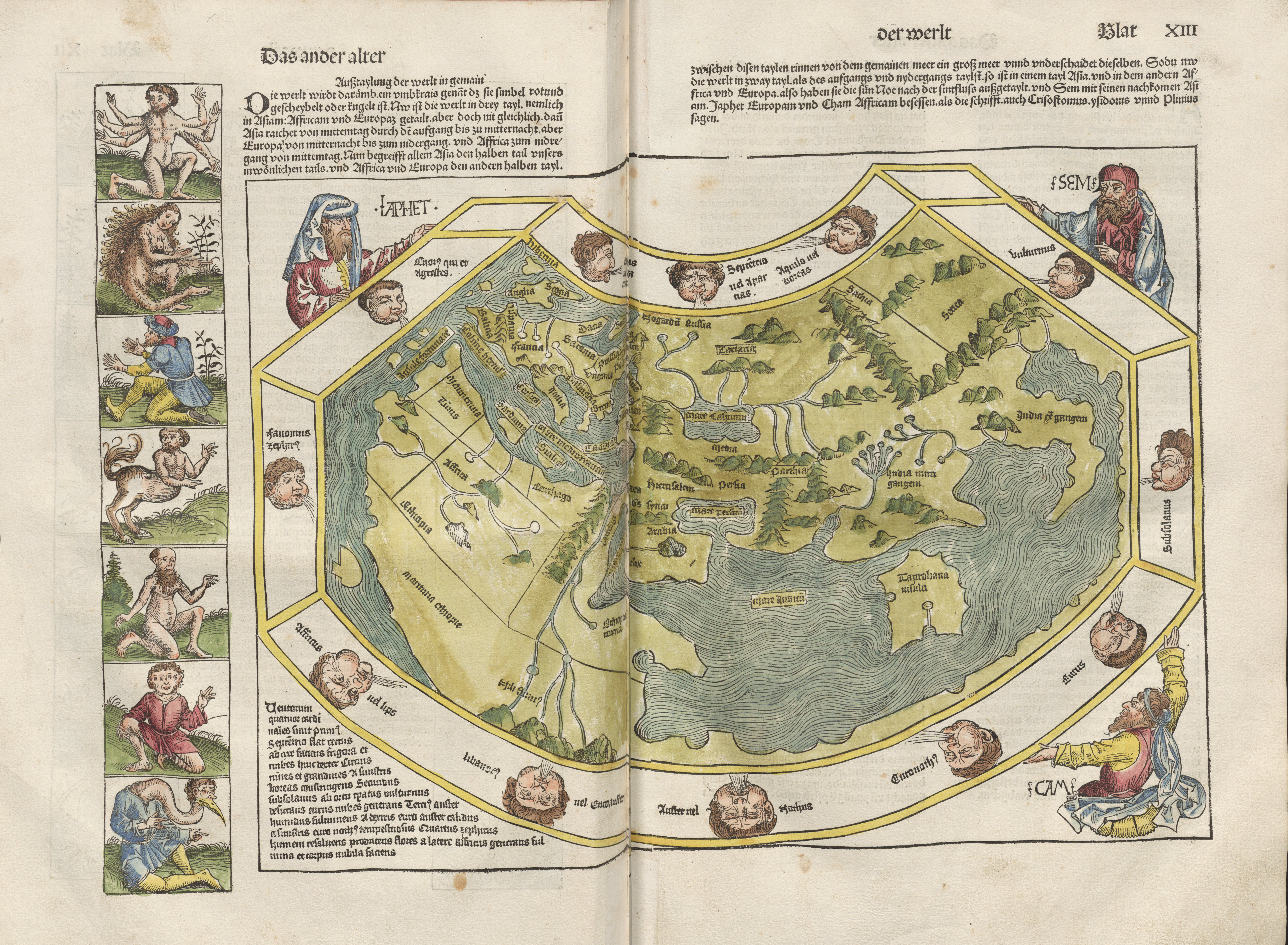
La carte du monde selon Schedel, dessinée par Wolgemut et Pleydenwurff.

La carte du monde élaborée dans La Chronique de Nuremberg est basée sur le système cartographique — en particulier la seconde projection — de Claude Ptolémée, référence pour la production de cartes du XVe siècle. Dépourvue de coordonnées géographiques et autres indications scientifiques, la carte est simplifiée pour s'adapter à un plus large public et l'inviter à user d'imagination.
Au bord de la carte, douze têtes souffleuses austères précèdent, dans trois des quatre coins les figures de Cham, Sem et Japhet de l'Ancien Testament. En marge, à gauche de la carte, sept créatures fantastiques censées habiter les parties les plus reculées de la Terre, sont représentées au recto, tandis que quatorze autres le sont au verso.

## Conservation
Environ 400 exemplaires latins et 300 allemands ont survécu, ce qui fait de La Chronique l'incunable le mieux conservé, preuve de l'« admiration et de la considération » à l'égard de l'ouvrage, selon Green. On en trouve dans de nombreux musées et collections dans le monde entier, tels que la Bibliothèque nationale de France, l'Académie royale des beaux-arts de San Fernando, le musée des beaux-arts de Boston, la Bibliothèque nationale du Chili ou la Médiathèque François-Mitterrand de Brest, ainsi que la bibliothèque patrimoniale de Grasse, la Villa Saint-Hilaire.
En avril 2011, l'antiquaire américain Ken Sanders a trouvé par hasard dans une petite localité de Sandy (près de Salt Lake City en Utah) un exemplaire de la première édition en langue allemande.

## Rééditions notables
- (de) Weltchronik 1493, Koloriete und kommentierte Gesamtausgabe, Cologne, Taschen, 2001 (édité et commenté par Stephan Füssel)
- (de) Elisabeth Rücker, Hartmann Schedels Weltchronik. Das größte Buchunternehmen der Dürer-Zeit, Munich, 1988
- (fr) L'Image du monde en 1493 : histoire naturelle et surnaturelle dans la Chronique de Nuremberg, Caen, Bibliothèque municipale, 1993

## Version de Schönsperger
En 1496, l’imprimeur augsbourgeois Johann Schönsperger, déjà auteur de nombreuses « contrefaçons » ou « versions », réalise une édition en allemand de La Chronique, puis l'année suivante une nouvelle en latin, ce qui lui vaudra le surnom de « Petit Schedel ». Ces versions — non soumises au droit d'auteur, notion inexistante à l'époque — ont probablement eu une influence sur les ventes des versions originales, et pourraient expliquer le fait qu'elles n'aient pas été rééditées, malgré le projet de Schreyer de le faire en 1500. Le prix — peut-être sensiblement moindre, ce qui pourrait expliquer le choix du public pour cette version — et la qualité de la copie de Johann Schönsperger sont sujets à débat.
Cette version est plus petite : de format in-quarto, elle correspond à environ 60 % de la taille de l'original (29 × 21 cm contre 47 × 33 cm). Les gravures ici sont par ailleurs plus petites, avec par exemple la ville de Nuremberg, représentée sur une double page dans l'édition originale, qui ne fait que le tiers d'une page dans la version de Schönsperger, ce qui laisse supposer que les bois ont été retaillés. Le texte est pratiquement identique, si ce n'est que certaines erreurs ont été corrigées — peut-être l'œuvre d'un clerc, des mentions pieuses ayant été ajoutées sporadiquement,.
Aussi bien l'édition d'Anton Koberger que celle de Johann Schönsperger sont principalement acquises par des clercs appartenant à des monastères prospères et autres « élites religieuses, intellectuelles et urbaines de la société », et la dernière version semble avoir été plus populaire que l'originale.

## Rayonnement
De nombreux indices laissent penser que les gravures de la Chronique de Nuremberg constituent une importante source d'inspiration pour le peintre Jérôme Bosch (v. 1450 – v. 1516) dans son triptyque Le Jardin des délices (v. 1493-1505). Cette inspiration constitue pour les historiens de l'art un indice déterminant pour dater l'œuvre en tenant compte de sa diffusion à Bois-le-Duc où vit et travaille le peintre. Ainsi, une des gravures que Jérôme Bosch a utilisée est la représentation du dragonnier des Canaries. De même, la représentation de Dieu le Père sur son trône (panneau extérieur gauche) trouve son origine dans la même Chronique.

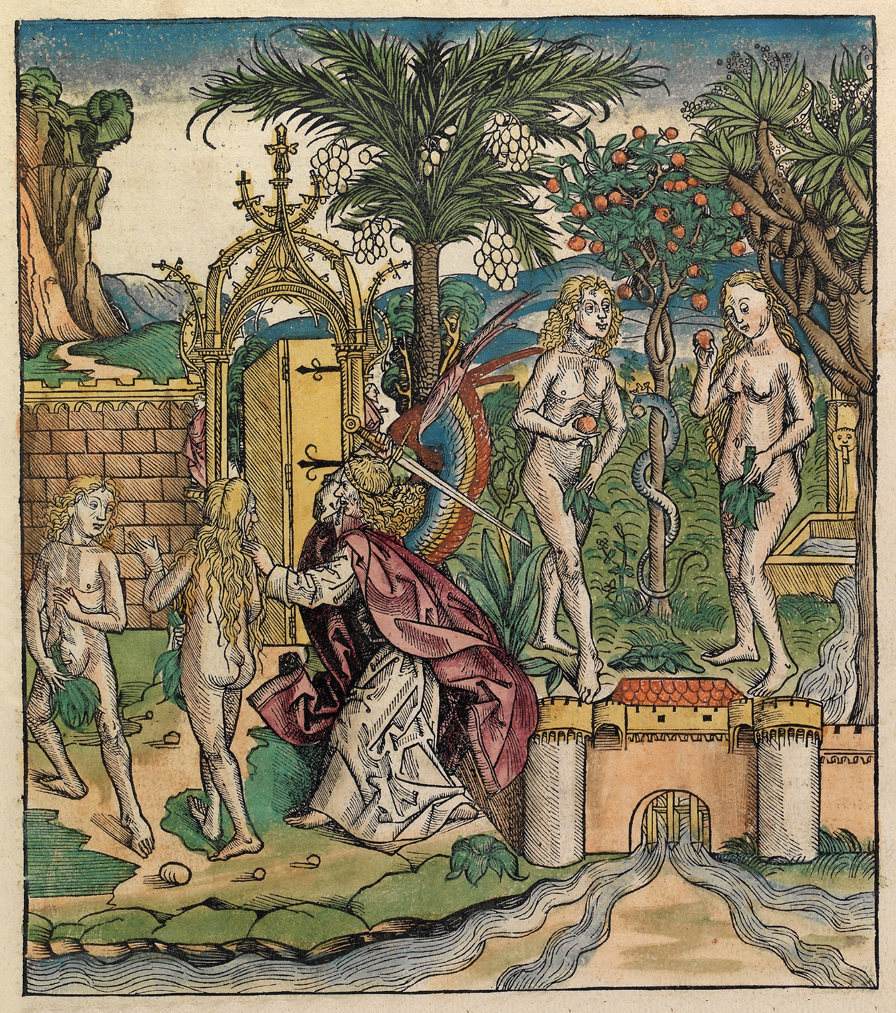
Représentation d'un dragonnier des Canaries dans l'angle supérieur droit de cette gravure de La Chronique.
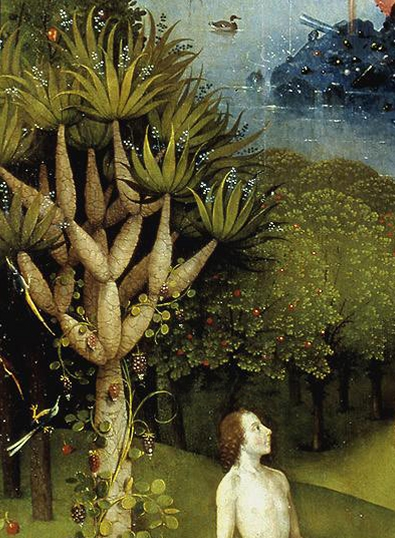
Selon les chercheurs, Jérôme Bosch s'en est clairement inspiré pour son Jardin des délices (détail du panneau gauche).